# Estanis Pedrola
Estanislau "Estanis" Pedrola Fortuny (* 24. srpna 2003) je španělský profesionální fotbalista, který hraje na pozici útočníka za italský klub UC Sampdoria.

## Klubová kariéra
Narodil se v Cambrils v provincii Tarragona v Katalánsku a do mládežnického týmu RCD Espanyol přestoupil v roce 2014 z mateřského klubu CF Reus Deportiu. V roce 2019 byl propuštěn, vrátil se do Reusu a v červnu 2021 přestoupil do FC Barcelona, kde začal hrát za mládežnický tým.
Pedrola debutoval v rezervním týmu Barcelony 21. listopadu 2021, když nastoupil jako pozdní náhradník za Ferrana Jutglà při venkovní prohře 2:0 v Primera Federación proti Albacete Balompié. Svůj první seniorský gól vstřelil 12. prosince, když vsítil vyrovnávací gól při domácím vítězství 3:1 nad CD Atlético Baleares.
Pedrola debutoval v prvním týmu – a La Lize – 2. ledna 2022, když nahradil dalšího absolventa akademie Ilíase Achúmače při venkovním vítězství 1:0 nad RCD Mallorca.
Dne 11. srpna 2023 podepsal Pedrola čtyřletou smlouvu s italským klubem Sampdoria. Sezónu 2023/24 strávil na hostování a poté měla Sampdoria povinnost koupit ho natrvalo.

## Osobní život
Pedrola byl pojmenován po svém pradědečkovi, který se také jmenoval Estanislau. Bojoval ve druhé světové válce a zemřel v nacistickém koncentračním táboře.

## Statistiky

### Klubové
Platí k zápasu hranému 5. května 2024.
| Klub                  | Sezóna            | Liga               | Liga   | Liga | Národní pohár | Národní pohár | Kontinentální | Kontinentální | Ostatní | Ostatní | Celkově | Celkově |
| Klub                  | Sezóna            | Soutěž             | Zápasy | Góly | Zápasy        | Góly          | Zápasy        | Góly          | Zápasy  | Góly    | Zápasy  | Góly    |
| --------------------- | ----------------- | ------------------ | ------ | ---- | ------------- | ------------- | ------------- | ------------- | ------- | ------- | ------- | ------- |
| Barcelona B           | 2021/22           | Primera Federación | 7      | 1    | —             | —             | —             | —             | —       | —       | 7       | 1       |
| Barcelona B           | 2022/23           | Primera Federación | 23     | 8    | —             | —             | —             | —             | 1       | 0       | 24      | 8       |
| Barcelona B           | Celkově           | Celkově            | 30     | 9    | —             | —             | —             | —             | 1       | 0       | 31      | 9       |
| Barcelona             | 2021/22           | La Liga            | 1      | 0    | 0             | 0             | 0             | 0             | 0       | 0       | 1       | 0       |
| Sampdoria (hostování) | 2023/24           | Serie B            | 15     | 3    | 1             | 0             | —             | —             | —       | —       | 16      | 3       |
| Celkově v kariéře     | Celkově v kariéře | Celkově v kariéře  | 46     | 12   | 1             | 0             | 0             | 0             | 1       | 0       | 48      | 12      |